# Bernard Eastlund
Bernard John Eastlund (Salem, 7 agosto 1938 – Saint Louis, 12 dicembre 2007) è stato un fisico statunitense.
Ha conseguito il "Bachelor of Science" in fisica presso il MIT ed il dottorato di ricerca, sempre in fisica, presso la Columbia University. 
Nel 1970 gli è stato conferito lo "Special Achievement Certificate" dalla "U. S. Atomic Energy Commission" per l'invenzione della "Fusion Torch".
Eastlund ha fondato la "Eastlund Scientific Enterprises Corporation (ESEC)", una piccola azienda a Houston, in Texas, che fornisce servizi di ricerca scientifica, ingegneristica e tecnica.
Recentemente è stato coautore di due "papers" relativi alle stelle pulsar, pubblicati su "Astrophysical Journal" ed ha presentato un articolo sui Gamma ray burst.
Negli ultimi mesi di vita Eastlund ha continuato il suo lavoro di ricerca anche tenendo incontri e riunioni presso la sua stanza d'ospedale.